# Бабочки на почтовых марках СССР

Ба́бочки на почто́вых ма́рках СССР — тематический каталог (перечень) почтовых марок, блоков, малых листов с изображением бабочек, введённых в обращение дирекцией по изданию и экспедированию знаков почтовой оплаты Министерства связи СССР.
Миниатюры, изображающие бабочек, выпускаются почтовыми ведомствами разных стран мира. При этом, в большинстве случаев, они не ограничиваются видами, обитающими исключительно в регионе эмиссии марок, а отображают виды чешуекрылых, обитающие в других странах и природных зонах. Зачастую коллекционеры собирают серии марок именно с изображениями чешуекрылых, что объясняется огромным количеством видов бабочек, большим разнообразием их форм, размеров и цветов в окраске, широким распространением по всему миру. На почтовых марках не обязательно отображается бабочка в целом. Встречаются миниатюры, изображающие узор и форму крыльев, а также памятные типографские тексты с названием вида, в том числе и на латыни, сопровождающие иллюстрацию. Среди каталогов почтовых марок, которые в числе прочего популяризируют тематическую филателию, до прекращения своего существования пользовался определённым авторитетом в кругах филателистической общественности двуязычный каталог марок «Домфил» (текстовая часть каталога была представлена на испанском и английском языках), который издавался с 1988 по 2006 год в Барселоне (Испания). Каталог выходил форматом A4 (170×240 мм), содержал иллюстрации в цвете, которые чаще всего воспроизводили соответствующие почтовые марки уменьшенными на 50 % от своих реальных размеров, и фактически стал основным источником сведений о характере почтовых эмиссий на ту или иную тему (мотив). В этом каталоге (как и во всех других подобных каталогах) почтовым маркам присваивались идентификационные номера. Номер, присваивавшийся марке издателями каталога «Домфил», состоял из двух разделённых точкой цифр. Первая группа цифр представляла собой три последних знака года выпуска почтовой марки, а вторая — её порядковый номер среди выпусков соответствующей страны по определённой (указанной в заглавии) теме каталога. Например, идентификационный номер Болгария № 968.3 в выпуске тематического каталога «Бабочки» означал, что марка была выпущена в 1968 году в Болгарии и оказалась третьей маркой в этой стране, содержащей изображение бабочки.
Памятные (коммеморативные) почтовые марки, посвящённые бабочкам из Красной книги СССР, выпускались в СССР с 1986 по 1991 год. Знаки почтовой оплаты печатались на предприятиях Гознака Министерства финансов СССР.

## Насекомые на почтовых марках
Насекомые на почтовых марках и в частности бабочки — одна из популярных тем филателистов, появление которой тесно связано с расширением ассортимента знаков почтовой оплаты. Однако данная тематическая категория необычайно широка, ибо включает в себя практически всё разнообразие видов насекомых, обитающих на планете Земля: на почтовых марках многих стран мира изображены бабочки, а также представлены различные жуки, пчёлы и другие насекомые. По состоянию на 1991 год более 300 стран выпустили более 5000 марок с изображением более 1300 видов насекомых. Возможности полиграфического оборудования позволяют выполнить миниатюры на почтовых марках весьма качественно и красочно, благодаря чему насекомые на них выглядят необычайно реалистично. Кроме того, подобные почтовые марки выступают в роли своеобразного визуального средства интеллектуального развития и обучения, потому что с их помощью становится возможным изучение основ биологии и энтомологии. Великое разнообразие художественных и схематических изображений бабочек на почтовых марках разных стран в немалой степени способствовало выделению ещё одной темы интереса и коллекционирования.

## Список коммеморативных марок
Порядок следования элементов в таблице соответствует номеру по официальному каталогу марок СССР (в скобках приведены номера по каталогу «Михель»).
| № по каталогу                        | Изображение | Описание и источники | Номинал        | Дата выпуска          | Тираж     | Художник         |
| ------------------------------------ | ----------- | --- | -------------- | --------------------- | --------- | ---------------- |
| (ЦФА [АО «Марка»] № 5705) (Mi #5584) |             | Серия «Красная Книга СССР. Бабочки»: - Медведица красноточечная (лат. Utetheisa pulchella).                                                    | 0,04 руб.      | 18 марта 1986 года    | 6 500 000 | Иван Сущенко     |
| (ЦФА [АО «Марка»] № 5706) (Mi #5585) |             | Серия «Красная Книга СССР. Бабочки»: - Зеринтия кавказская (лат. Allancastria caucasica).                                                      | 0,05 руб.      | 18 марта 1986 года    | 6 500 000 | Иван Сущенко     |
| (ЦФА [АО «Марка»] № 5707) (Mi #5586) |             | Серия «Красная Книга СССР. Бабочки»: - Зорька Зегрис (лат. Zegris eupheme).                                                                    | 0,10 руб.      | 18 марта 1986 года    | 5 300 000 | Иван Сущенко     |
| (ЦФА [АО «Марка»] № 5708) (Mi #5587) |             | Серия «Красная Книга СССР. Бабочки»: - Лента орденская малиновая (лат. Catocala sponsa).                                                       | 0,15 руб.      | 18 марта 1986 года    | 4 200 000 | Иван Сущенко     |
| (ЦФА [АО «Марка»] № 5709) (Mi #5588) |             | Серия «Красная Книга СССР. Бабочки»: - Сатир Бишоффа (лат. Satyrus bischoffii).                                                                | 0,20 руб.      | 18 марта 1986 года    | 3 200 000 | Иван Сущенко     |
| (ЦФА [АО «Марка»] № 5761) (Mi #5640) |             | Почтовый блок: «Наш дом — Земля» (Красная книга).                                                                                              | 0,50 руб.      | 10 сентября 1986 года | 800 000   | Юрий Левиновский |
| (ЦФА [АО «Марка»] № 5799) (Mi #5678) |             | Серия «Красная Книга СССР. Бабочки»: - Алкиной (лат. Atrophaneura alcinous).                                                                   | 0,04 руб.      | 15 января 1987 года   | 6 000 000 | Иван Сущенко     |
| (ЦФА [АО «Марка»] № 5800) (Mi #5679) |             | Серия «Красная Книга СССР. Бабочки»: - Махаон (лат. Papilio machaon).                                                                          | 0,05 руб.      | 15 января 1987 года   | 5 700 000 | Иван Сущенко     |
| (ЦФА [АО «Марка»] № 5801) (Mi #5680) |             | Серия «Красная Книга СССР. Бабочки»: - Алексанор (лат. Papilio alexanor).                                                                      | 0,10 руб.      | 15 января 1987 года   | 4 000 000 | Иван Сущенко     |
| (ЦФА [АО «Марка»] № 5802) (Mi #5681) |             | Серия «Красная Книга СССР. Бабочки»: - Хвостоносец Маака (лат. Papilio maackii).                                                               | 0,15 руб.      | 15 января 1987 года   | 3 300 000 | Иван Сущенко     |
| (ЦФА [АО «Марка»] № 5803) (Mi #5682) |             | Серия «Красная Книга СССР. Бабочки»: - Подалирий (лат. Iphiclides podalirius).                                                                 | 0,30 руб.      | 15 января 1987 года   | 3 200 000 | Иван Сущенко     |
| (ЦФА [АО «Марка»] № 6291) (Mi #6173) |             | Почтово-благотворительный выпуск в фонд помощи Союзу филателистов СССР (25-летие): почтовый блок «Охрана природы — актуальная тема филателии». | 0,20+0,10 руб. | 5 февраля 1991 года   | 700 000   | М. Морозов       |

## Комментарии
1. ↑  Эта нестандартная схема нумерации филателистического материала со временем была обречена на возникновение «проблемы 2000 года»: начиная с 2000 года первые три цифры идентификационных номеров марок обнулились, что стало сбивать с толку пользователей и читателей: внезапно номера марок новых эмиссий стали меньше, чем номера марок, выпущенных ранее[5].
2. ↑  Коммеморативные марки — обобщённое название специальных художественных (памятных, юбилейных и других) почтовых марок. Для упрощения терминологии в случаях, когда требуется лишь подчеркнуть, что данная марка не является общеупотребляемой (то есть стандартной), под термином «коммеморативная марка» подразумевают, кроме перечисленных выше, также тематические марки (рисунки которых посвящены определённой теме коллекционирования). Также все упомянутые марки, объединённые термином «коммеморативная», имеют общую черту: как правило, такие марки изготовляются на высоком полиграфическом уровне[6].
3. ↑  Ниже приведён перечень памятных художественных марок (с возможностью сортировки по номиналу, тиражу и дате введения в обращение).
4. ↑  Серия «Красная Книга СССР: бабочки». На многоцветной марке — Медведица красноточечная (лат. Utetheisa pulchella). Офсетная печать, перфорирована: комбинированная гребенцатая зубцовка 12:12½ (на каждые 2 сантиметра края марки приходится 12:12½ зубцов). Памятный чёрный текст: «Красная книга СССР», а также латинское и русское название изображённой бабочки. В марочных листах 36 (6×6) марок[1][15][18][19].
5. ↑  Серия «Красная Книга СССР: бабочки». На многоцветной марке — Зеринтия кавказская (лат. Allancastria caucasica). Офсетная печать, перфорирована: комбинированная гребенцатая зубцовка 12:12½ (на каждые 2 сантиметра края марки приходится 12:12½ зубцов). Памятный чёрный текст: «Красная книга СССР», а также латинское и русское название изображённой бабочки. В марочных листах 36 (6×6) марок[1][15][18][19].
6. ↑  Серия «Красная Книга СССР: бабочки». На многоцветной марке — Зорька зегрис (лат. Zegris eupheme). Офсетная печать, перфорирована: комбинированная гребенцатая зубцовка 12:12½ (на каждые 2 сантиметра края марки приходится 12:12½ зубцов). Памятный чёрный текст: «Красная книга СССР», а также латинское и русское название изображённой бабочки. В марочных листах 36 (6×6) марок[1][15][18][19].
7. ↑  Серия «Красная Книга СССР: бабочки». На многоцветной марке — Лента орденская малиновая (лат. Catocala sponsa). Офсетная печать, перфорирована: комбинированная гребенцатая зубцовка 12:12½ (на каждые 2 сантиметра края марки приходится 12:12½ зубцов). Памятный чёрный текст: «Красная книга СССР», а также латинское и русское название изображённой бабочки. В марочных листах 36 (6×6) марок[1][15][18][19].
8. ↑  Серия «Красная Книга СССР: бабочки». На многоцветной марке — Сатир Бишоффа (лат. Satyrus bischoffii seu Hipparchia bischoffii). Офсетная печать, перфорирована: комбинированная гребенцатая зубцовка 12:12½ (на каждые 2 сантиметра края марки приходится 12:12½ зубцов). Памятный чёрный текст: «Красная книга СССР», а также латинское и русское название изображённой бабочки. В марочных листах 36 (6×6), а также малые листы (кляйнбогены) по 8 (2×4) марок с художественно оформленными полями, тираж малых листов — 15 тысяч[1][15][18][19].
9. ↑  В том числе 15 тысяч малых марочных листов (кляйнбогенов) по 8 (2×4) марок с художественно оформленными полями[18].
10. ↑  Номерной почтовый блок размерами 60×90 мм. Фоновое изображение — сверху: ветка дерева с птицами, снизу: цветочный мотив, на котором угадывается условное изображение бабочек. На многоцветной марке — Красная Книга СССР на фоне Земного шара. Офсетная печать в сочетании с глубокой печатью, марка в блоке перфорирована: рамочная зубцовка 11½ (на каждые 2 сантиметра края марки приходится 11½ зубцов). Разновидность  (ЦФА [АО «Марка»] № 5761А) — без номера с надпечаткой «ПОГАШЕНО». Суммарный тираж всех разновидностей почтового блока — 800 000 экземпляров[22][23].
11. ↑  Серия «Красная книга СССР: бабочки». На многоцветной марке  (ЦФА [АО «Марка»] № 5799) Алкиной (лат. Atrophaneura alcinous). Офсетная печать, перфорирована: комбинированная гребенчатая зубцовка 12½:12 (на каждые 2 сантиметра края марки приходится 12½:12 зубцов). Памятный чёрный текст: «Красная книга СССР», а также латинское и русское название изображённой бабочки. В марочных листах 36 (6×6) марок[1][16][24][25].
12. ↑  Серия «Красная книга СССР: бабочки». На многоцветной марке  (ЦФА [АО «Марка»] № 5800) Махаон (лат. Papilio machaon). Офсетная печать, перфорирована: комбинированная гребенчатая зубцовка 12½:12 (на каждые 2 сантиметра края марки приходится 12½:12 зубцов). Памятный чёрный текст: «Красная книга СССР», а также латинское и русское название изображённой бабочки. В марочных листах 36 (6×6) марок[1][16][24][25].
13. ↑  Серия «Красная книга СССР: бабочки». На многоцветной марке  (ЦФА [АО «Марка»] № 5801) Алексанор (лат. Papilio alexanor). Офсетная печать, перфорирована: комбинированная гребенчатая зубцовка 12½:12 (на каждые 2 сантиметра края марки приходится 12½:12 зубцов). Памятный чёрный текст: «Красная книга СССР», а также латинское и русское название изображённой бабочки. В марочных листах 36 (6×6) марок[1][16][24][25].
14. ↑  Серия «Красная книга СССР: бабочки». На многоцветной марке  (ЦФА [АО «Марка»] № 5802) Хвостоносец Маака (лат. Papilio maackii). Офсетная печать, перфорирована: комбинированная гребенчатая зубцовка 12½:12 (на каждые 2 сантиметра края марки приходится 12½:12 зубцов). Памятный чёрный текст: «Красная книга СССР», а также латинское и русское название изображённой бабочки. В марочных листах 36 (6×6) марок[1][16][24][25].
15. ↑  Серия «Красная книга СССР: бабочки». На многоцветной марке  (ЦФА [АО «Марка»] № 5803) Подалирий (лат. Iphiclides podalirius). Офсетная печать, перфорирована: комбинированная гребенчатая зубцовка 12½:12 (на каждые 2 сантиметра края марки приходится 12½:12 зубцов). Памятный чёрный текст: «Красная книга СССР», а также латинское и русское название изображённой бабочки. В марочных листах 36 (6×6) марок[1][16][24][25].
16. ↑  Фоновое изображение — цветочный мотив, на котором угадывается условное изображение бабочек: на многоцветной марке — «Махаон», далее: «Адмирал», «Лимонница», «Павлиний глаз» и «Зорька». Офсет на мелованной бумаге, марка в блоке перфорирована: комбинированная гребенчатая зубцовка 12:12½ (на каждые 2 сантиметра края марки приходится 12:12½ зубцов)[28].